# Deb Haaland
Debra Anne «Deb» Haaland (Winslow, Arizona; 2 de diciembre de 1960) es una política estadounidense de ascendencia indígena. Miembro del Partido Demócrata, fue secretaria del Interior de los Estados Unidos desde el 16 de marzo de 2021 hasta el 20 de enero de 2025 bajo la presidencia de Joe Biden. Sirvió en la Cámara de Representantes de los Estados Unidos por el 1.er distrito congresional de Nuevo México entre 2019 y 2021.
El distrito congresional de Haaland incluía la mayor parte de Albuquerque y la mayoría de sus suburbios. Junto con Sharice Davids, fue una de las dos primeras mujeres indígenas elegidas para el Congreso de los Estados Unidos. Es una progresista que apoya el Green New Deal y Medicare para todos.
El 17 de diciembre de 2020, el presidente electo Joe Biden anunció que nominaría a Haaland como Secretaria del Interior. Fue confirmada por el Senado el 15 de marzo de 2021, con una votación de 51 a 40. Después de su juramentación el 16 de marzo de 2021, se convirtió en la primera mujer indígena en servir como secretaria del gabinete y la segunda en servir en el gabinete desde Charles Curtis en 1929, exvicepresidente republicano y miembro del pueblo Kaw.

## Primeros años y formación
Nació en Winslow, Arizona. Es miembro inscrito de la tribu del Pueblo de Laguna y según The Washington Post es miembro de una familia con al menos 35 generaciones en ese territorio. Su madre, Mary Toya, una mujer indígena, sirvió en la Armada de los Estados Unidos. Su padre, el mayor JD «Dutch» Haaland, un estadounidense de origen noruego, era oficial del Cuerpo de Marines de los Estados Unidos y recibió la Estrella de Plata por sus acciones en Vietnam; fue enterrado con todos los honores militares en el Cementerio Nacional de Arlington en 2005. Tiene tres hermanas y un hermano.  
Después de estudiar la secundaria trabajó en una panadería y más tarde, estudiando mientras estaba embarazada, obtuvo su bachiller universitario en letras en inglés por la Universidad de Nuevo México en 1994 y su Juris doctor en derecho indio de la Facultad de Derecho de la Universidad de Nuevo México en 2006, pero no es miembro del Colegio de Abogados del Estado de Nuevo México. Recibió el apoyo del programa Emerge New Mexico de capacitación a mujeres demócratas para postularse para cargos públicos. Se desempeñó como administradora tribal del Pueblo de San Felipe desde enero de 2013 hasta noviembre de 2015.

## Carrera política
En 2012 fue directora de votación del estado para los indígenas en la campaña de reelección presidencial de Barack Obama en las elecciones presidenciales de 2012. Dos años después, en 2014 se postuló como candidata demócrata para vicegobernadora de Nuevo México. Su candidatura, encabezada por el entonces procurador general de Nuevo México Gary K. King, candidato demócrata al gobernación de Nuevo México, perdió ante la fórmula republicana de la gobernadora Susana Martínez y el vicegobernador John Sánchez en las elecciones estatales de 2014.
En abril de 2015 fue elegida para un mandato de dos años como presidenta del Partido Demócrata de Nuevo México, siendo la primera mujer indígena en Estados Unidos en liderar un partido estatal. Durante su mandato, los demócratas de Nuevo México recuperaron el control de la Cámara de Representantes de Nuevo México.

### Representante de los Estados Unidos

#### Elecciones

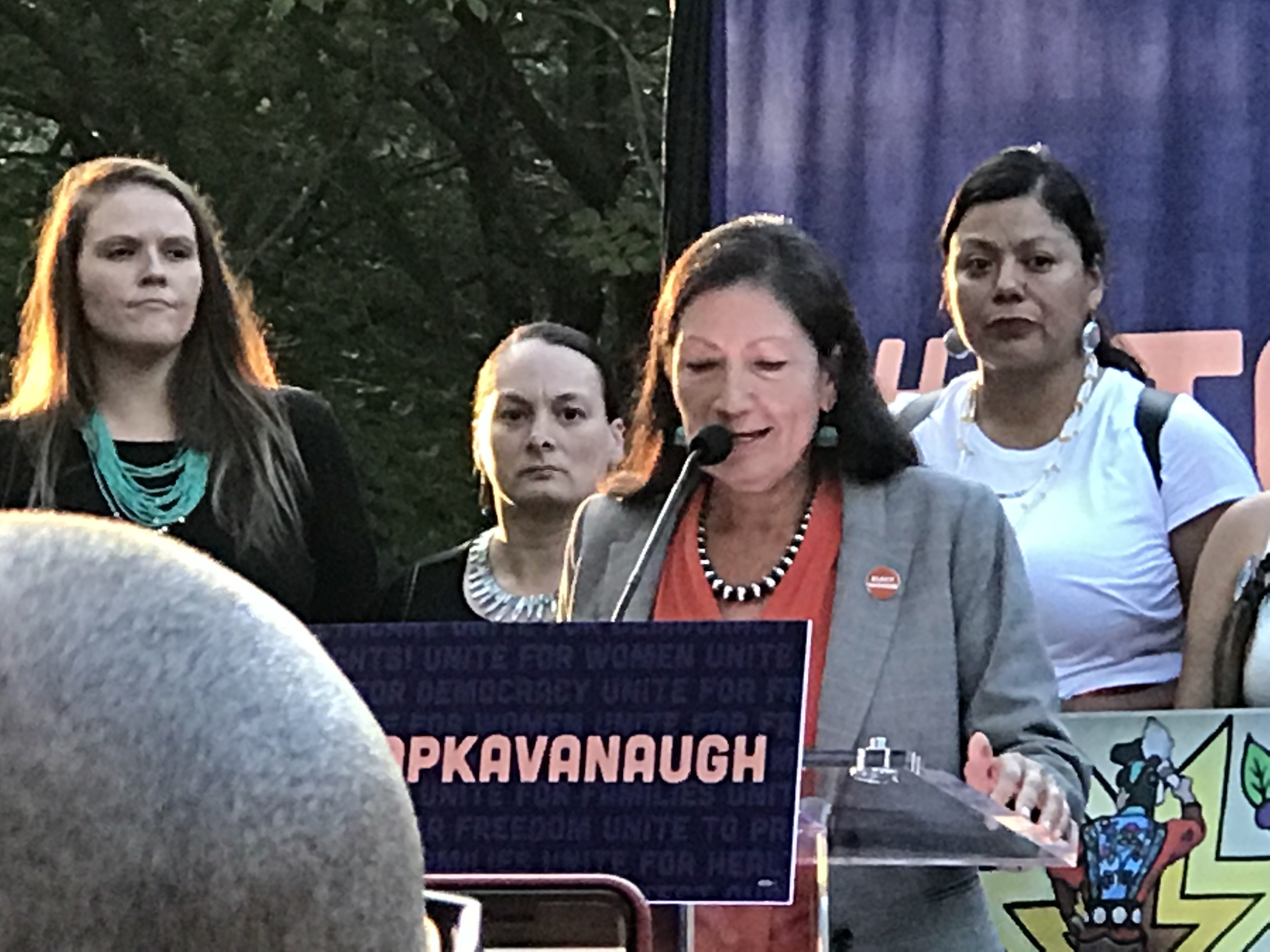
Haaland habla en el «Stop Kavanaugh Rally» en el Capitolio de EE. UU. en 2018.

Después de la finalización de su mandato, anunció su intención de postularse para la Cámara de Representantes de los Estados Unidos en el 1.er distrito congresional de Nuevo México en las elecciones de 2018, para suceder a Michelle Lujan Grisham, quien se postulaba para la gubernatura de Nuevo México. Derrotó a Damon Martínez para ganar la nominación demócrata en junio de 2018, recibiendo el 40.5% de los votos y ganando todos los condados del distrito. En las elecciones generales, derrotó a la exrepresentante estatal de Nuevo México, Janice Arnold-Jones, recibiendo el 59,1% de los votos y ganando tres de los cinco condados del distrito.
Derrotó a la republicana Michelle García Holmes en las elecciones de 2020, 58% contra 42%.

#### Mandato

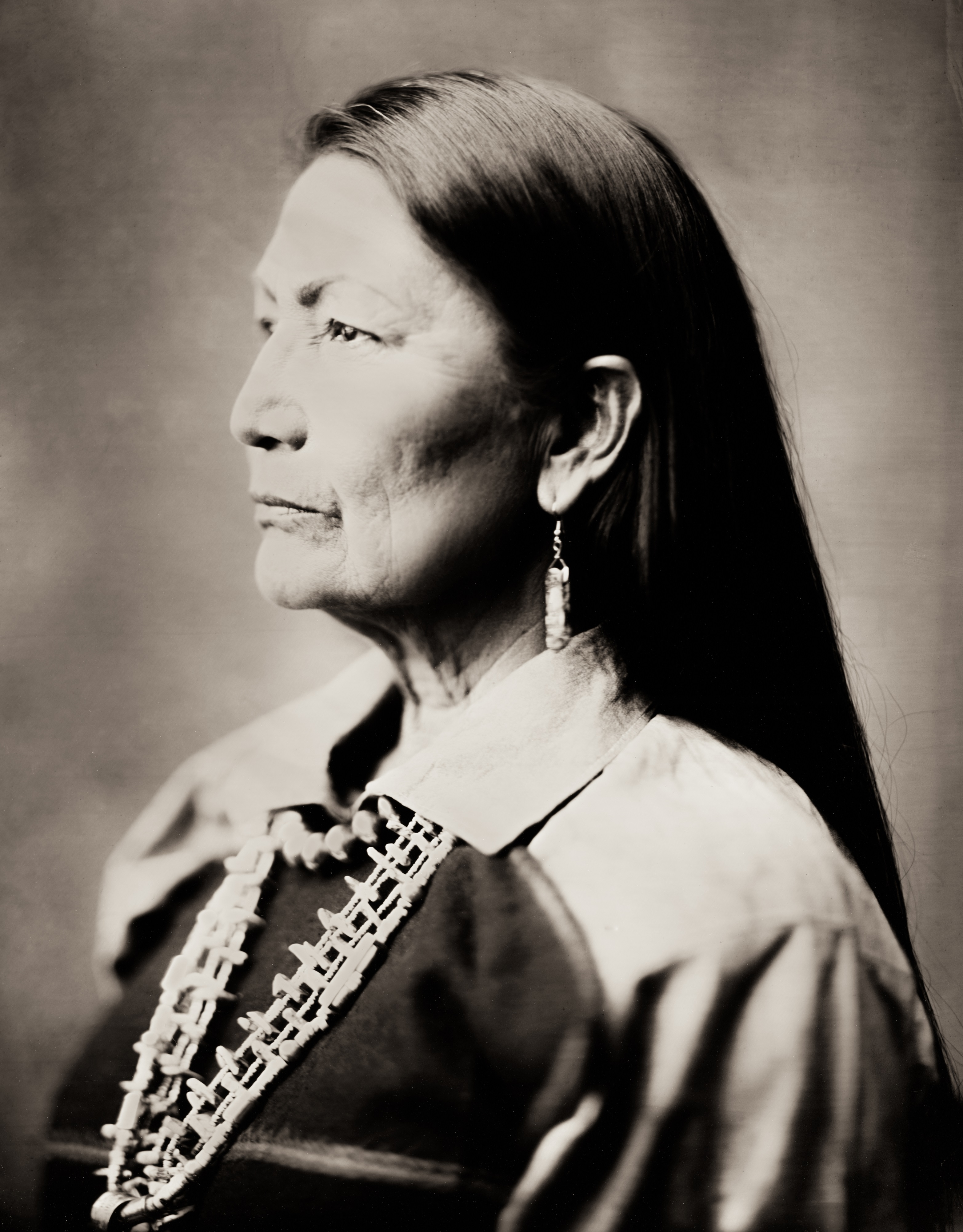
La congresista Debra Haaland, "Crushed Turquoise", del Pueblo de Laguna, 1.º distrito de Nuevo México, para "Northern Plains Native Americans: A Modern Wet Plate Perspective" por Shane Balkowitsch, North Dakota Historical Sociedad, Bismarck, ND

Junto con la demócrata Sharice Davids, miembro de la Nación Ho-Chunk, fue una de las dos primeras mujeres indígenas elegidas para el congreso de los Estados Unidos. Durante la ceremonia de juramentación en enero de 2019, Haaland usó un vestido, collar y botas tradicionales del Pueblo de Laguna.
El 7 de marzo de 2019, durante un debate sobre los derechos de voto y la financiación de campañas, se convirtió en la primera mujer indígena en presidir la Cámara de Representantes de los Estados Unidos.

#### Membresías de caucus
- Caucus de Nativos Americanos del Congreso (Copresidente)[33]
- Caucus progresista del Congreso[34]

## Secretaria del Interior
El 15 de marzo de 2021, el senado de Estados Unidos la confirmó como Secretaria del Interior del gobierno de Joe Biden con 51 votos a favor y 40 en contra, con el apoyo de los congresistas republicanos Lindsey Graham, Dan Sullivan, Lisa Murkowski y Susan Collins.
Es la primera indígena en ponerse al frente de este departamento que gestiona las tierras federales y de la explotación de combustibles fósiles en estos territorios, así como de más de 500 tribus indígenas y sus reservas. Se opone a la a la extracción de combustibles fósiles mediante fracturación hidráulica, está a favor del Green New Deal y se ha manifestado contra el oleoducto de Dakota Access. 
También apoya una reducción drástica de emisiones lo que provocó que muchos miembros del senado del partido republicano votaran en contra de su nombramiento. Este ministerio tiene especial relevancia para el objetivo de la administración de Joe Biden de que el país alcance la neutralidad de carbono para 2050 y conserve el 30% de las tierras y aguas del territorio para 2030.

## Activismo
En 2016 participó en la campaña de denuncia en Dakota del Norte contra la construcción de un oleoducto cerca de una fuente fundamental de agua para la Reserva Standing Rock.
Considera que la presencia de mujeres en el congreso debería ser paritaria al 50% -en 2020 era del 23%- lamentando que a las mujeres les cuesta más postularse. Ella misma avanzó con el apoyo del programa Emerge New Mexico de capacitación a mujeres demócratas para postularse para cargos públicos.
Recuerda también que a pesar de que las mujeres en Estados Unidos tuvieron reconocido el derecho al voto con la aprobación de la Decimonovena Enmienda a la Constitución de los Estados Unidos, las mujeres indígenas no pudieron votar hasta 1948. Es la situación de su propia abuela que no pudo ejercer su voto hasta esa fecha.
La violencia desproporcionada que sufren las mujeres indígenas, los problemas de educación, la defensa del medio ambiente son cuestiones prioritarias en su agenda de congresista señala que ha criticado el tono de burla y desprecio de Donald Trump cuando se refiere a las poblaciones indígenas. También cuando Trump se burló de la senadora demócrata Elizabeth Warren llamándola «Pocahontas» cuando ésta anunció su candidatura a la presidencia de la Casa Blanca y aseguraba tener raíces indígenas.

## Vida personal
Es madre soltera y no ha tenido una vida fácil ha explicado en sus entrevistas ya como congresista reconociendo que en algún momento ha estado sin hogar y ha tenido que sobrevivir a base de cupones de alimentos de emergencia. Entre sus aficiones se encuentra el correr maratones. Ella es católica.